# Жизнь на Марсе

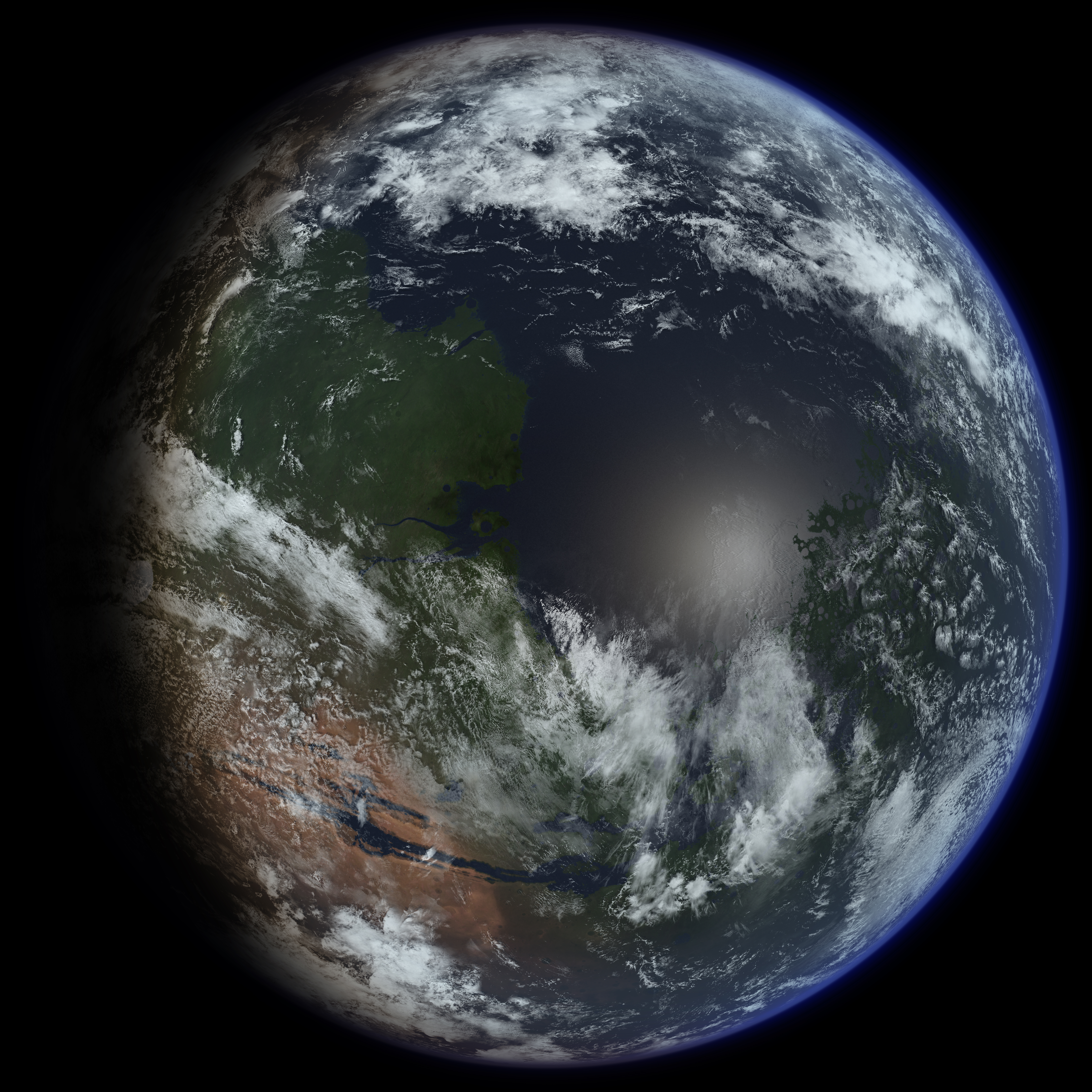
Марс в представлении художника после терраформирования

О возможности существования жизни на Марсе люди размышляли веками из-за близости планеты и её сходства с Землёй. Поиск признаков жизни начался в XIX веке и продолжается по настоящее время.
С 1960-х годов телескопические наблюдения дополнили запуски автоматических межпланетных станций для изучения планеты, вначале с пролётной траектории, а затем с орбиты искусственного спутника. С 1971 года проводятся исследования автоматическими марсианскими станциями непосредственно на поверхности, сначала неподвижными, а затем марсоходами.
Ранние научные работы, посвященные поиску жизни на Марсе, отталкивались от феноменологии и были на грани фантастики, современные научные исследования сосредоточены на поиске химических следов жизни в почве и горных породах планеты, а также поиске биосигнатур в атмосфере планеты.
Вопрос о существовании в настоящее время или же в прошлом жизни на Марсе остаётся открытым. Кроме того, существуют дебаты о морально-этической стороне колонизации Марса.

## XVII—XX века

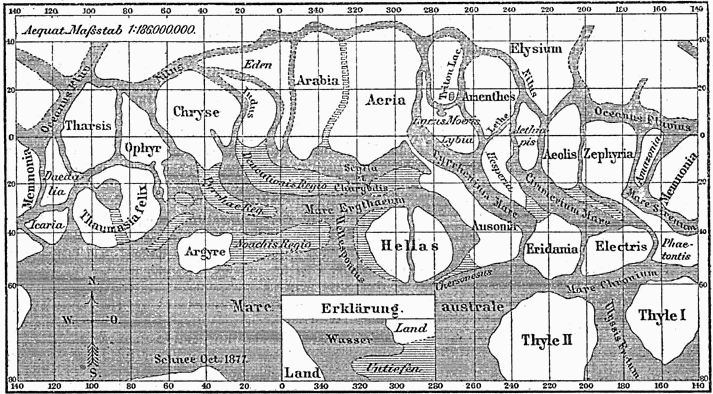
Первая карта марсианской поверхности с «каналами» (1888 год, автор Джованни Скиапарелли)

Первые утверждения о возможности жизни на Марсе относятся к середине XVII века, когда впервые были обнаружены и опознаны полярные шапки Марса; в конце XVIII века Уильямом Гершелем было доказано сезонное уменьшение, а затем увеличение полярных шапок. К середине XIX века астрономами были выявлены некоторые другие сходства планеты с Землёй, к примеру, было установлено, что продолжительность марсианских суток почти такая же, как на Земле, наклон оси планеты схож с земным, что говорит о том, что сезоны (времена года) на Марсе схожи с земными, только длятся в два раза дольше из-за большей продолжительности марсианского года. Совокупно эти наблюдения натолкнули исследователей на мысль, что светлые пятна на Марсе являются сушей, а тёмные, соответственно — водой, далее был сделан вывод о гипотетическом наличии той или иной формы жизни на планете. Одним из первых пытался научно обосновать существование жизни на Марсе астроном Этьен Леопольд Трувело в 1884 году, утверждая, что наблюдаемые им изменения пятен на Марсе могут свидетельствовать о сезонных изменениях марсианской растительности. Русский и советский астроном Гавриил Тихов был уверен в доказанности существования растительности синего цвета на Марсе. Наличие жизни, в том числе разумной, на Марсе стало расхожей темой в многочисленных литературных и кинематографических произведениях научной фантастики.

## Исследование Марса космическими аппаратами

### Программа «Марс»
С помощью советских аппаратов «Марс-2» и «Марс-3» в 1971—1972 годах были получены сведения о характере поверхностных пород и высотных профилях поверхности, о плотности грунта, его теплопроводности, выявлены тепловые аномалии на поверхности Марса. Установлено, что его северная полярная шапка имеет температуру ниже −110 °C и что содержание водяного пара в атмосфере Марса в пять тысяч раз меньше, чем на Земле.
Признаков жизни АМС космической программы «Марс» с высоты орбиты не обнаружили. Спускаемый аппарат «Марс-2» разбился при посадке, спускаемый аппарат «Марс-3» запустился через 1,5 минуты после посадки в кратере Птолемея, но проработал лишь 14,5 секунд.

### Космические аппараты «Маринер»

#### Маринер-4

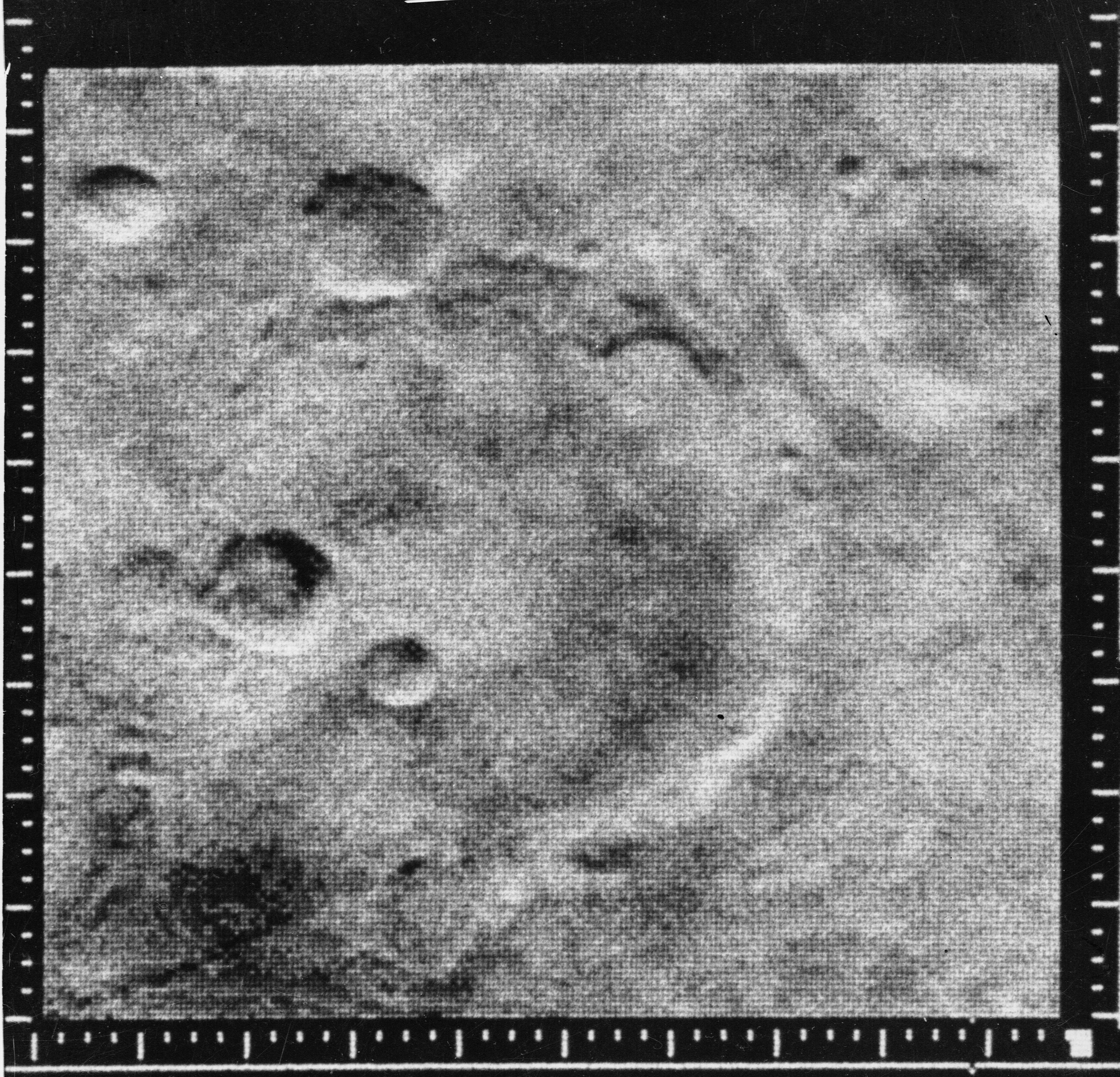
Фотография кратеров Марса, сделанная «Маринером-4»

Первые снимки поверхности Марса были получены в 1965 году американским аппаратом «Маринер-4» с пролётной траектории (было снято около 1 % от всей поверхности Марса). На снимках Марс предстал засушливой планетой без рек и океанов, какие-либо признаки жизни при съёмке обнаружены не были. Кроме того, снимки показали, что заснятая поверхность покрыта множеством кратеров, что говорило об отсутствии тектоники плит в последние 4 млрд лет. Межпланетная станция также обнаружила отсутствие на Марсе глобального магнитного поля, которое бы защищало планету от опасных для жизни космических лучей.
На основе данных эксперимента по радиозатмению было вычислено атмосферное давление на поверхности планеты, составляющее около 6,0 миллибар (0,6 кПа, атмосферное давление на Земле — 101,3 кПа), что, в свою очередь, означало, что жидкая вода на поверхности планеты существовать не может (в 2000 году специалисты НАСА сообщили, что в пяти районах Марса всё же может кратковременно существовать жидкая вода). «Маринер-4» также установил, что атмосфера Марса состоит в основном из углекислого газа (на основании эксперимента по радиозатмению установлено, что углекислого газа не менее 80 %). До полета «Маринера-4» астрономы полагали, что атмосферное давление на Марсе около 85 миллибар и марсианская атмосфера состоит в основном из азота.
После полёта «Маринера-4» стало ясно, что жизнь в том разнообразии форм, которое есть на Земле, на Марсе существовать не может. В частности, там не может быть многоклеточных организмов из-за жёсткости среды обитания. С учётом полученных сведений поиск жизни на Марсе в дальнейшем был сосредоточен на обнаружении бактерий.

#### «Маринер-6» и «Маринер-7»
«Маринер-6» и «Маринер-7» стали первыми космическими аппаратами, которые провели исследование состава атмосферы Марса с применением спектроскопических методик и определение температуры поверхности по измерениям инфракрасного излучения (в 1969 году с пролётной траектории). Спектрометрическими измерениями установлено, что атмосфера на 98 % состоит из углекислого газа. В атмосфере, по данным ультрафиолетового спектрометра, не обнаружен азот и окислы азота. Инфракрасный спектрометр обнаружил полосы твердой углекислоты. «Маринер-7» при помощи инфракрасного радиометра измерил температуру в 200 участках южной полярной шапки: минимальная температура составляла −153 градусов Цельсия. Столь низкая температура подтвердила, что полярные шапки по крайней мере частично состоят из твёрдой углекислоты.
Межпланетные станции засняли с близкого расстояния при помощи широкоугольной телевизионной камеры около 20 % поверхности Марса, признаков жизни найдено не было.

#### Маринер-9
Межпланетная станция «Маринер-9» провела научные исследования Марса с орбиты первого искусственного спутника планеты в 1971—1972 годах. Аппарат заснял с близкого расстояния при помощи широкоугольной телевизионной камеры около 85 % поверхности Марса с разрешением от 1 до 2 км (2 % поверхности сфотографированы с разрешением от 100 до 300 метров). На снимках были видны русла высохших рек, признаки ветровой и водной эрозии.
С помощью инфракрасного спектрометра найдены несколько областей где давление у поверхности превосходит 6,1 миллибар. В этих областях может существовать жидкая вода. Кроме сильно пониженной области Hellas обнаружены протяженные районы в области Argyre, на западе Margarites Sinus и в области Isidas Regio где давление также превышает 6,1 миллибар во время южного лета.
Признаков жизни аппараты программы "Маринер" не обнаружили.

### Программа Викинг
В 1976 году космическим аппаратом «Викинг-1» впервые получены цветные фотографии высокого качества c места посадки на поверхности Марса. На них видна пустынная местность с красноватым грунтом, усеянная камнями. Орбитальные модули обнаружили детали рельефа, очень напоминающие следы водной эрозии, в частности, русла высохших рек, что свидетельствовало о наличии жидкой воды в прошлом.
Автоматические марсианские станции «Викинг-1» и «Викинг-2» взяли пробы грунта для анализа на наличие жизни. В грунте была выявлена относительно высокая химическая активность, однако однозначных следов жизнедеятельности микроорганизмов обнаружить не удалось. Эксперимент по обнаружению органических веществ (не обязательно в живой форме) дал отрицательный результат.

### Феникс

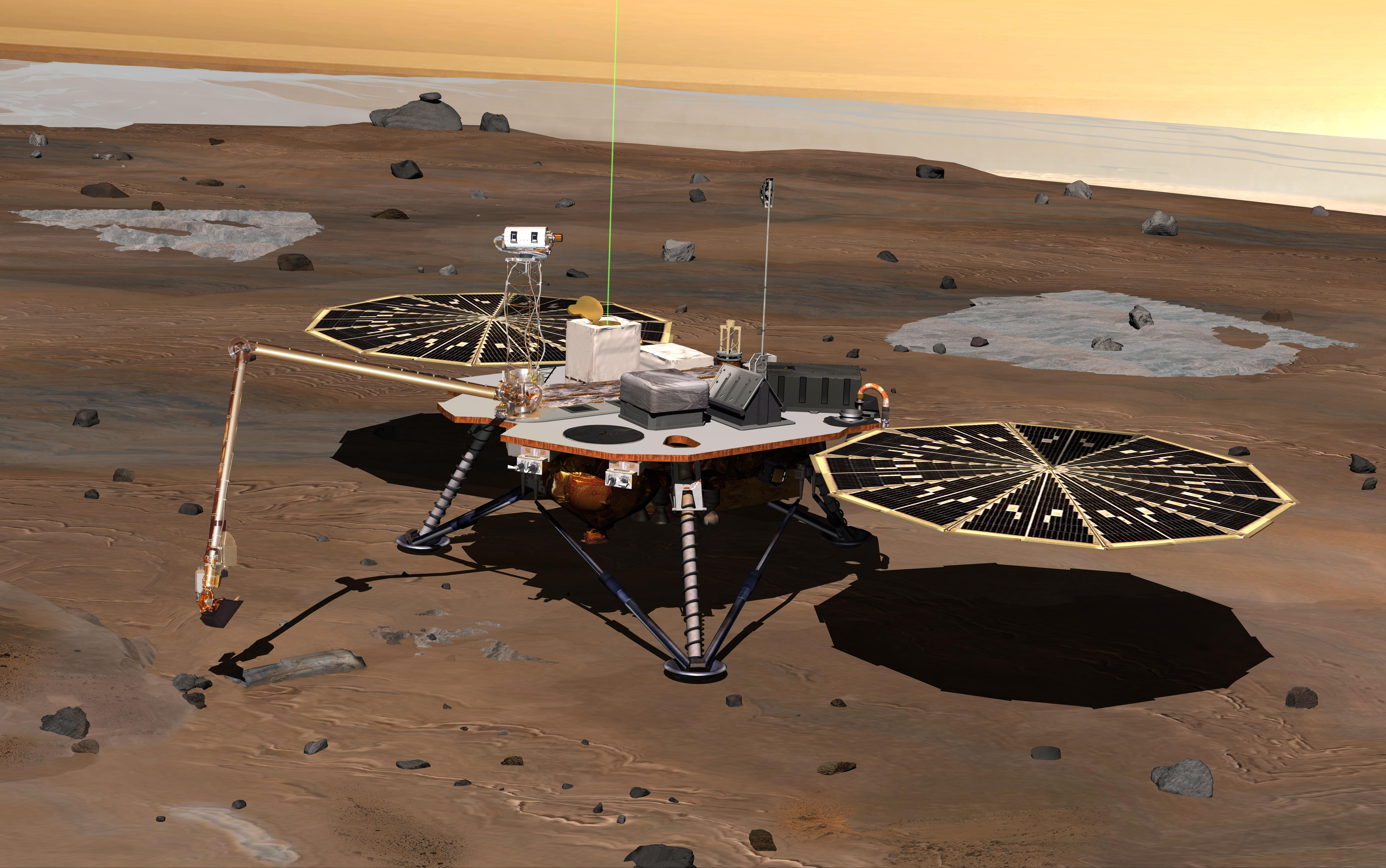
Автоматическая марсианская станция «Феникс»

Перед «Фениксом» была поставлена задача поиска обитаемых зон в марсианском грунте, где теоретически могла существовать микробная жизнь; второй задачей было изучение геологической истории воды на Марсе. Изучение грунта на месте посадки аппарата (район полярной шапки Марса) выявило наличие перхлората, что противоречит существованию жизни, однако выявленный уровень солёности грунта с точки зрения биологии рассматривается как допустимый для жизни. Анализаторы также указали на наличие связанной воды и углекислого газа.

### Кьюриосити

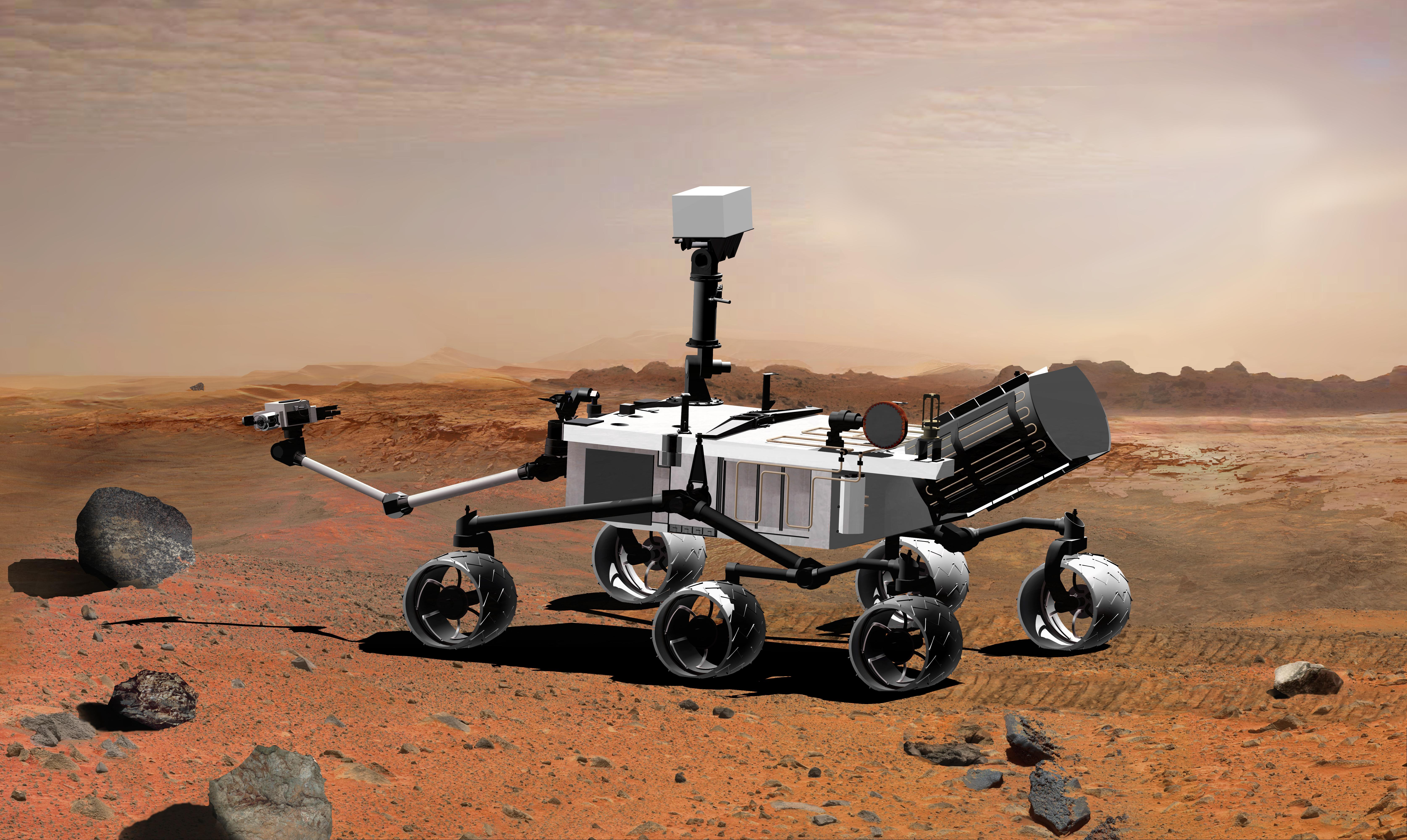
Марсоход Curiosity

Марсоход Curiosity представляет собой автономную химическую лабораторию в несколько раз больше и тяжелее прежних марсоходов, его прибытие на Марс состоялось 6 августа 2012. Аппарат обнаружил органические молекулы в породах с возрастом 3,5 млрд лет, что может свидетельствовать о наличии благоприятных условий для жизни в прошлом.

### Экзомарс
Первый космический аппарат «Экзомарс» запущен 14 марта 2016 года, вышел на орбиту 19 октября 2016 года. Основные научные цели: поиск возможных следов прошлой или настоящей жизни на Марсе, исследование распределения воды и других веществ на поверхности планеты, изучение поверхности и окружающей среды Марса, выявление опасностей для будущих пилотируемых полётов на него, исследование недр планеты, чтобы лучше понять эволюцию и возможность обитаемости Марса, а также ряд технологических целей. Планируется запуск второго космического аппарата в 2022 году.

### Будущие миссии
- Mars Sample Return Mission — 2026 год. Доставка на Землю образцов грунта с планеты для последующего изучения на Земле, наиболее остро стоит задача жизнеобеспечения вероятных образцов жизни при длительной транспортировке с Марса на Землю[15]. 22 ноября 2023 года NASA сообщила, что миссия была полностью отменена из-за нехватки средств[16].
- Американская компания SpaceX заявила осенью 2016 года о планах по созданию транспортного корабля для заселения Марса[17]. Первые два грузовых космических аппарата планировалось запустить в 2022 году[18].

## Метеориты с Марса

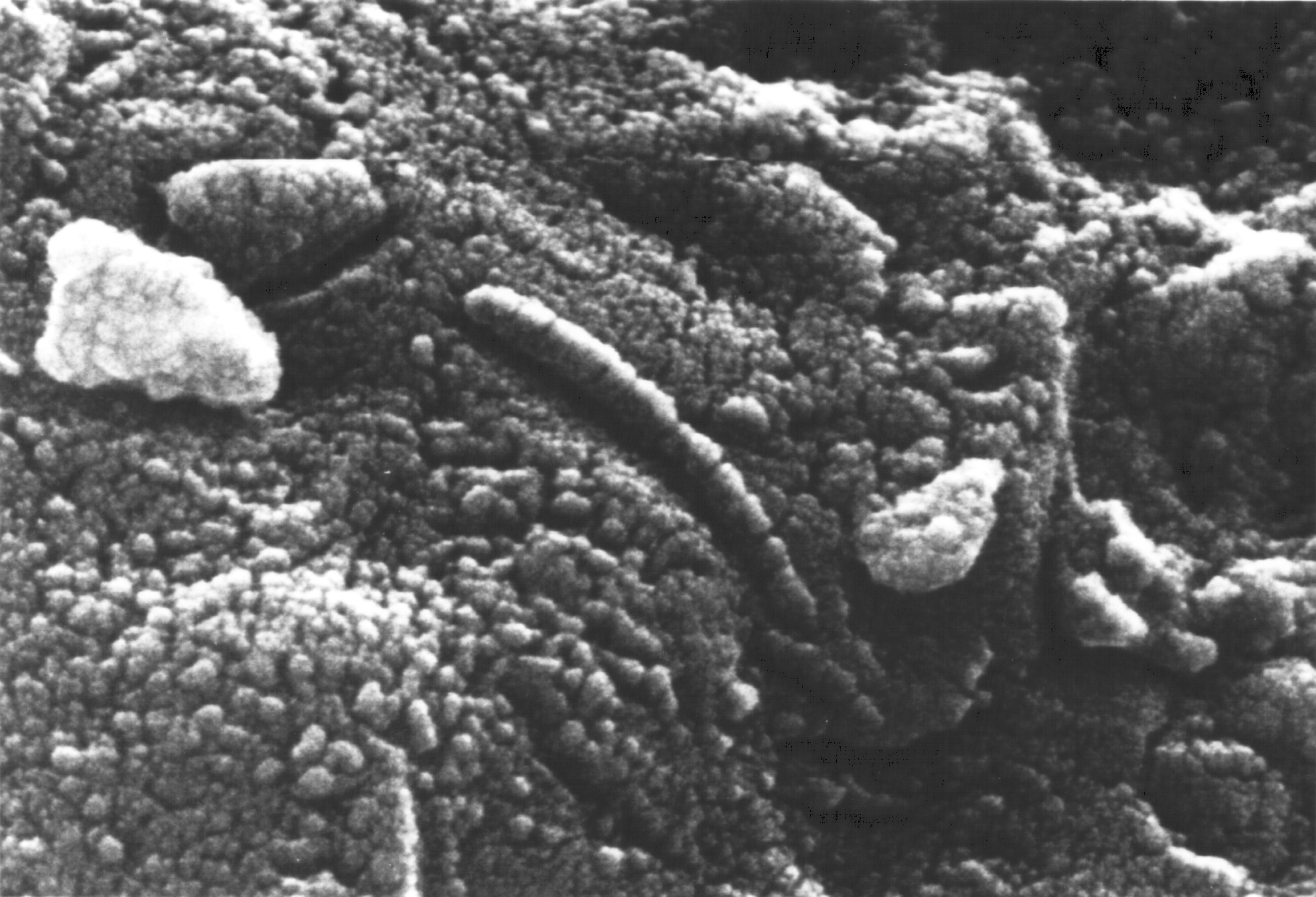
Электронный микроскоп показывает вероятные структуры бактерий в метеорите ALH84001

На ноябрь 2009 года из более чем 24 000 метеоритов, найденных на Земле, марсианскими (то есть прилетевшими с Марса) считаются 34. Исследования, проведённые Космическим центром имени Линдона Джонсона показывают, что, по крайней мере, три из обнаруженных метеоритов содержат потенциальные доказательства прошлой жизни на Марсе в виде микроскопических структур, напоминающих окаменелые бактерии (так называемые биоморфы). На настоящее время ни одна теория космической биологии не опровергает высокую вероятность так называемой биогенной гипотезы происхождения обнаруженных образцов. Однако за последние десятилетия в научной среде установлено семь чётких критериев, соответствие которым однозначно говорит о признании обнаружения прошлых форм жизни во внеземных образцах. Ни один марсианский метеорит всем семи критериям не удовлетворяет.

## Исследования на пригодность для жизни
В апреле 2012 года были опубликованы исследования учёных Немецкого Аэрокосмического центра (DLR), в ходе которых исследовалась возможность выживания земных организмов в марсианских условиях.
Лишайники и сине-зелёные водоросли, собранные в Альпах (на высоте до 3500 метров) и Антарктиде, были помещены в атмосферу, имеющую марсианский состав. В специальной модельной камере ученые воспроизвели существующие на поверхности Марса состав атмосферы, грунт, давление, температуру и солнечное излучение.
Эксперимент длился 34 дня, за это время лишайники и сине-зелёные водоросли не только выжили, но и продолжали фотосинтезировать. Эксперимент подтвердил, что у живых существ есть шанс выжить на Марсе в трещинах скал и маленьких пещерах (для защиты от ультрафиолетового излучения), даже пробыв там в течение длительного периода.
С одной стороны, это означает, что на Марсе могла бы существовать внеземная жизнь. С другой — подтверждает риск успешного выживания организмов с Земли при возможном загрязнении поверхности Марса во время будущих контактов.
В конце 2012 года российские и американские биологи опубликовали результаты исследований штаммов бактерий-экстремофилов, найденных ими в 40-метровых скважинах на полуострове Таймыр. Анализ структуры рибосомной РНК бактерий показал, что все они относятся к так называемым карнобактериям.
После их размножения учёные поместили их в искусственно воссозданные марсианские условия. Шесть штаммов бактерий выжили и продолжали расти и размножаться, хотя и с очень низкой скоростью. По словам биологов, данные бактерии способны расти при нулевых или отрицательных температурах, а также выносить давление, которое в 144 раза ниже нормального значения для атмосферы Земли. Один из видов микробов, условно названный WN 1359, лучше чувствовал себя в марсианских условиях, чем при земных температурах, давлении и количестве кислорода. Остальные пять штаммов бактерий, как и некоторые другие карнобактерии, тоже способны переносить заморозку и низкое давление, но не так хорошо, как WN 1359.
В 2017 году учёными Эдинбургского университета Чарльзом Кокеллем и Джениффер Вадсворт были опубликованы сведения о непригодности Марса для существования микроорганизмов из-за наличия на поверхности планеты перхлоратов.

## Обнаружение возможных следов жизни

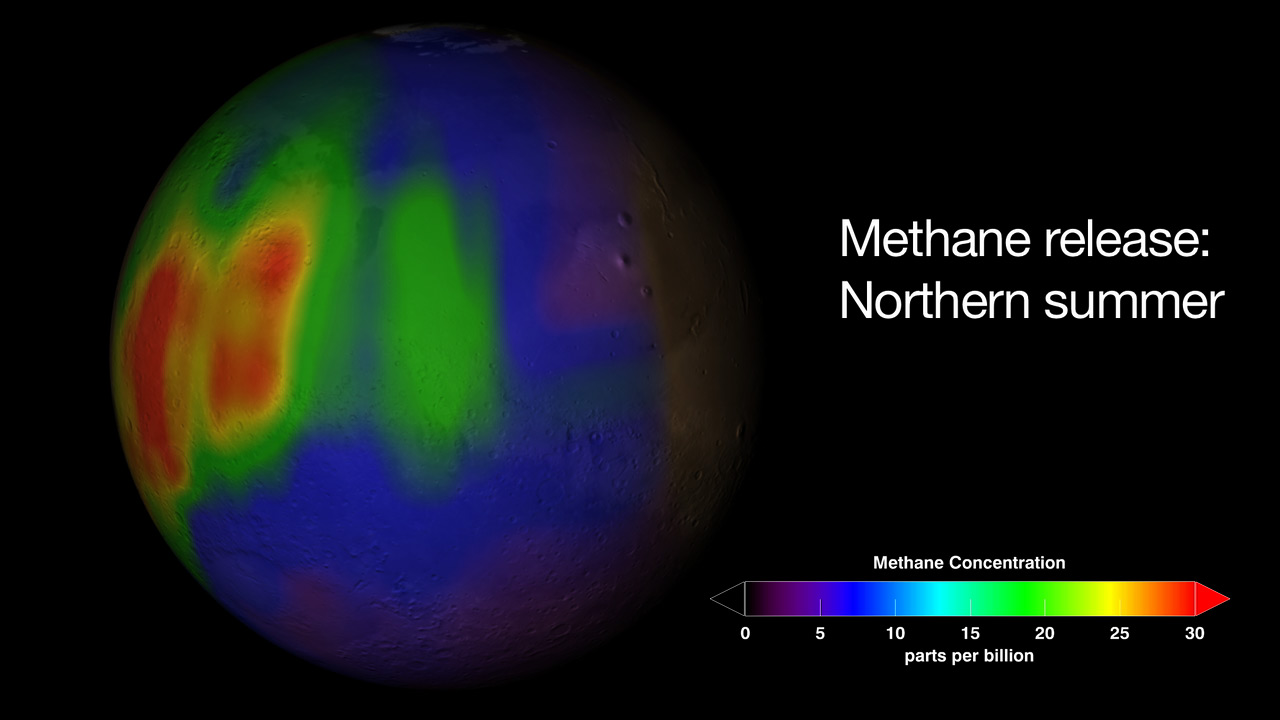
Распределение метана в атмосфере Марса в летний период в северном полушарии

По результатам наблюдений с Земли и данным космического аппарата «Марс-экспресс», в атмосфере Марса обнаружен метан. Позднее, в 2014 году, марсоход NASA Curiosity зафиксировал всплеск содержания метана в атмосфере Марса. В условиях Марса метан довольно быстро разлагается, поэтому должен существовать постоянный источник его пополнения. Таким источником может быть либо геологическая активность (но действующие вулканы на Марсе не обнаружены), либо жизнедеятельность бактерий. В 2018 году были опубликованы данные о сезонных изменениях концентрации метана на Марсе.
На фотографиях, сделанных марсоходом Curiosity, найдены объекты, обладающие существенным сходством с «постройками» цианобактериальных матов на Земле. Это может свидетельствовать о жизнедеятельности микроорганизмов на дне марсианских водоемов в далеком прошлом.
Исследование в этой области провела геобиолог Нора Ноффке (Nora Noffke) из Университета Старого Доминиона (Old Dominion University). Она детально сравнила облик «поселений» цианобактериальных матов на Земле и удивительно похожие, по её словам, структуры на Марсе.
Цианобактериальные маты — это многослойное сообщество бактерий, которое в результате своей жизнедеятельности формирует из твердых частиц два вида особых структур, или «построек»: строматолиты и микробиально-индуцированные седиментационные текстуры.
В новой работе Ноффке изучила снимки марсохода Curiosity, на которых запечатлены породы в Гиллеспи-Лейк — месте, где когда-то, очень вероятно, существовало озеро.
В результате проведённого анализа Ноффке пришла к выводу, что эти объекты по целому ряду признаков поразительно похожи по своим внешним свойствам на земные MISS, что может свидетельствовать об активности микроорганизмов в прошлом Красной планеты.
В июне 2018 года специалисты НАСА объявили, что с помощью марсохода «Кьюриосити» ими были обнаружены в породе, добытой в кратере Гейла, молекулы ряда органических соединений.
В июне 2019 года специалисты NASA объявили, что марсоход «Кьюриосити» зафиксировал в атмосфере Марса рекордно высокое содержание метана — порядка 21 миллиардной доли, хотя обычное его содержание около 7 миллиардных долей. На Земле метан образуется в результате жизнедеятельности микробной жизни.
Уильям С. Ромозер (Университет Огайо) 19 ноября 2019 года на национальном собрании Американского энтомологического общества объявил о том, что обнаружил насекомоподобные и рептилиеподобные формы жизни на фотографиях, переданных на Землю марсоходами NASA, в том числе марсоходом Curiosity. Однако оппоненты склонны объяснять «объекты Ромозера» парейдолией.